# Vincent Pelo
Pour les articles homonymes, voir Pelo.

a Compétitions nationales et continentales officielles uniquement.

b Matchs officiels uniquement.
Dernière mise à jour le 21 janvier 2023.
Vincent Pelo, né le 22 avril 1988, est un joueur international français de rugby à XV, évoluant au poste de pilier au sein de l'effectif du Valence Romans Drôme Rugby.

## Biographie
Originaire de Wallis, il commence à jouer au rugby à XV au lycée. Son professeur de l'époque, le trouvant très doué, lui propose de l'envoyer en France métropolitaine. Il va d'abord jouer à Hyères pendant un an où la fin de la saison se passe mal[réf. nécessaire]. Ayant de la famille à Orange, il décide d'aller les rejoindre et de rentrer dans l'équipe junior balandrade du CORC (Chateauneuf Orange Rugby Club). Après y avoir passé deux bonnes saisons, il intègre à 18 ans l'équipe première qui évolue en fédérale 2. Lors d'un match où les jeunes du CS Bourgoin-Jallieu disputent leurs phases finales à Chateauneuf contre Toulon, il est repéré par le club berjallien qui le contacte en 2006. Il joue en espoir au CSBJ, obtenant plusieurs sélections en équipe de France espoir. Il dispute son premier match en Top 14 lors de la saison saison 2007-2008, contre Brive, puis obtient quatre participations au challenge européen et une en Top 14 la saison suivante. Il dispute quatre matchs lors du challenge européen 2009-2010 et six rencontres de la saison 2009-2010 de Top 14. Il intègre réellement l'équipe professionnelle lors la saison 2010-2011 où il dispute 20 rencontres de Top 14 dont cinq en tant que titulaire, et deux en Challenge européen. Il inscrit son premier essai en Top 14 lors de cette saison. En fin de la saison suivante, où il participe à 23 rencontres de Top 14, il s'engage avec le Montpellier Hérault rugby puis il revient au CS Bourgoin-Jallieu lors de l'été 2013. Il intègre l'effectif du Stade rochelais en 2014.
Le 6 janvier 2016, il est convoqué par le nouveau sélectionneur de l'équipe de France Guy Novès pour une deuxième journée de « prise en contract » prévue le 11 du même mois. Toutefois, il n'est pas retenu dans la liste des 31 joueurs retenus pour un stage préparatoire au Tournoi des Six Nations. Il obtient sa première sélection le 26 février, lors de la troisième journée du Tournoi, face au pays de Galles.
En juin 2017, il est sélectionné dans le groupe des Barbarians par Vern Cotter pour affronter l'Ulster à Belfast le 1er juin. Remplaçant, il entre en cours de jeu et les Baa-Baas parviennent à s'imposer 43 à 28.

## Style de jeu
Évoluant initialement à droite de la mêlée, il est replacé à gauche par son entraîneur de La Rochelle Patrice Collazo, où il développe une grande capacité à avoir un impact et une forte activité dans le jeu.

## Palmarès
- Finaliste du Challenge européen en 2019 avec le Stade rochelais.
- Vainqueur du Championnat de France de Nationale en 2023 avec Valence Romans Drôme Rugby.

## Vie privée
Il est le cousin de Dimitri Pelo et d'Aliki Fakate.